# Sören Dahl
Sören (Søren) Alexander Dahl, född 29 juli 1905 i Hjörring, Danmark , död 13 juni 1961 i Nås församling, Kopparbergs län, var en dansk-svensk målare.
Dahlander var son till målarmästaren Theodor  Dahl och Andrea Dahl samt från 1946 gift med Juliane Dahl. Han studerade konst för Sophus Vermehren vid Det Kongelige Danske Kunstakademi och framträdde offentligt som konstnär med sin första utställning 1936. Separat ställde han ut ett flertal gånger i Danmark och efter flytten till Sverge genomförde han separatutställningar i Ludvika 1948, Malung 1949 och i Sundsvall 1951. Tillsammans med  Erik Rooth ställde han ut i Kolsva 1956 och han medverkade några gånger i Faluns höstutställningar. Hans konst består av landskapsskildringar och figurer utförda i akvarell eller olja.